# Vladislav I. Jagelović
Vladislav I. Jagelović (31. listopada 1424. – 10. studenog 1444., Varna, Bugarska) bio je poljski kralj od 1434. i hrvatsko-ugarski kralj od 1440., do svoje smrti u Bitci kod Varne.
Na poljskom je poznat kao Władysław III Warneńczyk, na češkom i slovačkom kao Vladislav I., na bugarskom kao Vladislav Varnenčik (Владислав Варненчик), na litavskom kao Vladislovas III, a na mađarskom kao I. Ulászló.

## Kraljevski naslovi
- Kraljevski naslov na latinskom: Wladislaus Dei gratia Poloniae, Hungariae, Croatiae etc. rex necnon terrarum Cracouiae, Sandomiriae, Syradiae, Lanciciae, Cuyauiae, Lithuaniae princeps supremus, Pomeraniae, Russiaeque dominus te heres etc.
- Hrvatski prijevod: Vladislav milošću Božjom kralj Poljske, Ugarske, Hrvatske itd., te zemalja Krakova, Sandomierza, Siradza, Łęczyce, Kuyavije, veliki vojvoda Litve, gospodar i nasljednik Pomeranije i Rutenije.

## Životopis
Vladislav se rodio kao prvorođenac Vladislava II., poljskoga kralja iz doma Jagelovića. Na prijestolje je došao u desetoj godini, te je okružen skupinom savjetnika koju je predvodio kardinal Zbigniew Oleśnicki, koji je nastojao zadržati svoj položaj na dvoru. Ipak, mladi kralj i njegova ambiciozna majka Sofija Holszańska, bili su svjesni da imaju i protivnike. Unatoč sporazumima što ih je Vladislav Jagelović sklopio s poljskim velikašima kako bi osigurao nasljedstvo svojim sinovima, oporba je htjela na poljsko prijestolje dovesti Fridrika II. Braniborskog, koji se bio zaručio Hedvigom, Vladislavovom kćerkom iz drugoga braka. Zavjera je prekinuta princezinom smrću, a kružile su glasine da ju je otrovala Sofija Holszańska.
Vladavina mladoga kralja od samog je početka bila teška. Već je njegovu krunidbu prekinuo neprijateljski raspoložen plemić Spytko od Melsztyna. Uobičajene počasti građana sljedećega dana izostale su zbog sukoba svjetovnih i ckrvenih vlasti. Ni kasnije Vladislavov utjecaj nije bio velik zbog moći koju je imao kardinal Oleśnicki. Kraljev se položaj nije popravilo ni nakon saziva sabora u Piotrkówu 1438., koji je četrnaestgodišnjega kralja proglasio punoljetnim.
Takvo se stanje nastavilo sve do 1440. kad je Vladislavu ponuđena hrvatsko-ugarska kruna. Njezino prihvaćanje donosilo je i brojne probleme povezane s osmanskom opasnošću. S druge strane, udovica posljednjega hrvatsko-ugarskog kralja, Alberta II. Habsburgovca, Elizabeta, nastojala je zadržati krunu za svoje još nerođeno dijete. Vladislav je ipak prihvatio krunu, što je dovelo do dvogodišnjeg građanskog rata s Elizabetom. Pritom mu je značajnu podršku pružio papa Eugen IV., u zamjenu za pomoć oko organiziranja križarskoga pohoda protiv Turaka.
Slijedio je dvogodišnji rat protiv Osmanskoga Carstva, nakon što je Vladislav prihvatio tumačenje da desetogodišnje primirje s Turcima iz 1443. nije važeće, jer se Turcima kao nevjernicima nije moglo vjerovati na riječ. Unatoč značajnoj vojnoj premoći, u bitci kod Varne 10. studenoga 1444. kralj je ubijen u sukobu s janjičarima koji su štitili sultana.
Vladislav nije imao djece i nije se ženio. U Poljskoj ga je 1447., nakon trogodišnjega interregnuma, naslijedio nejgov mlađi brat Kazimir IV. Jagelović. U Hrvatskoj i Ugarskoj naslijedio ga je njegov bivši suparnik Ladislav V. Posmrtni.

## Znamenitosti
U Varni postoji ulica nazvana po kralju Vladislavu, te simbolični kenotaf u čast Valadislava.